# Сквер Муслима Магомаева (Киев)
Сквер Муслима Магомаева — сквер в Шевченковском районе Киева. Расположен на перекрестке улицы Сечевых Стрельцов и нечетной стороны улицы Вячеслава Черновола. Назван в честь Муслима Магомаева, популярного оперного и эстрадного певца и композитора. Открыт 18 июля 2018 году по случаю 75-летия со дня его рождения; официальное название получил в июле 2020 года.
В центре сквера установлен памятник Муслиму Магомаеву (скульптор Сейфаддин Гурбанов).

## Церемония открытия
18 июля 2018 г. состоялась официальная торжественная церемония открытия сквера имени Муслима Магомаева по инициативе и всесторонней поддержке посольства Азербайджанской Республики в Украине в рамках празднования 75-летия со дня рождения этого известного оперного и эстрадного певца, композитора, народного артиста Азербайджанской ССР и СССР. Сквер расположился на перекрестке улицы Сечевых Стрельцов и нечетной стороны улицы Вячеслава Черновола. Сквер был реконструирован азербайджанской компанией.
На официальной церемонии открытия присутствовала делегация во главе с Министром культуры Азербайджанской Республики Абульфас Гараев. Кроме того, участие приняли Министр культуры Украины Евгений Нищук, председатель Государственного комитета Азербайджанской Республики по работе с диаспорой Фуад Мурадов, первый заместитель председателя КГГА Николай Поворозник, заслуженные артисты из Азербайджана, Узбекистана, Казахстана, Украины и других стран СНГ. В тот же день был торжественно открыт и памятник Муслиму Магомаеву.
В тот же день, после церемонии открытия сквера, в 19:00 в Национальной музыкальной академии им. П. И. Чайковского (ул. Архитектора Городецкого, 1-3/11) прошёл вечер памяти певца. В концертной программе приняли участие артисты Украины, Азербайджана, Казахстана, Узбекистана и других стран СНГ.
Министр культуры Азербайджанской Республики Абульфас Гараев отметил: 

«Это великий день для культур Украины и Азербайджана, потому что открывается ещё один символ взаимного уважения культур друг друга. В одном из замечательных уголков Украины открываются памятник и сквер музыканту с большой буквы — Муслиму Магомаеву».
Получил официально наименование решением Киевского городского совета от 30 июля 2020 года № 245/9324.

## Памятник Магомаеву
Автор памятника — скульптор Сейфаддин Гурбанов, Народный художник Украины, профессор, заведующий кафедрой скульптуры в Харьковской государственной академии дизайна и искусства. Памятник создан из бронзы и имеет высоту около 6 метров, автор изобразил певца в творческом порыве, таким, как тот всегда был на сцене.
На церемонии открытий Сейфаддин Гурбанов рассказал, что чувствует себя счастливым от того, что является автором памятника такой гениальной личности, как Муслим Магомаев.